# نادي بلدية الموصل
نادي بلدية الموصل الرياضي والاجتماعي هو فريق كرة قدم عراقي مقره في الموصل، نينوى، يلعب في الدوري العراقي الدرجة الثانية.

## روابط خارجية
- نادي بلدية الموصل على موقع Goalzz.com
- أندية العراق - تواريخ التأسيس